# Mistrzostwa Świata w Piłce Nożnej 1930
I Mistrzostwa Świata w Piłce Nożnej były rozgrywane w dniach od 13 do 30 lipca 1930 roku w Urugwaju. Międzynarodowa Federacja Piłki Nożnej (FIFA) wybrała ten kraj na gospodarza podczas konferencji w Barcelonie 18 maja 1929 roku, jako państwo obchodzące setną rocznicę uzyskania niepodległości. Dodatkowym argumentem przemawiającym za miejscem organizacji pierwszych mistrzostw świata było dwukrotne zdobycie złotych medali olimpijskich przez urugwajską reprezentację na igrzyskach w 1924 w Paryżu oraz w 1928 w Amsterdamie. Wszystkie mecze rozegrano w stolicy Urugwaju – Montevideo, z czego większość na stadionie Estadio Centenario, który zbudowano specjalnie na mistrzostwa.
Do turnieju przystąpiło 13 reprezentacji: siedem z Ameryki Południowej, cztery z Europy i dwie z Ameryki Północnej. Tak mała liczba drużyn europejskich spowodowana była dużymi kosztami długiej podróży. Zespoły podzielono na cztery grupy, których zwycięzcy przechodzili do fazy półfinałowej. Dwa pierwsze mecze w historii mistrzostw świata zostały rozegrane 13 lipca o godzinie 15:00 czasu miejscowego na Estadio Pocitos i Estadio Parque Central. W spotkaniach tych Francja pokonała Meksyk 4:1, a USA wygrała 3:0 z Belgią. Pierwszą bramkę w historii mistrzostw świata zdobył reprezentant Francji Lucien Laurent.
Do półfinałów awansowali zwycięzcy poszczególnych grup, czyli odpowiednio Argentyna, Jugosławia, Urugwaj i Stany Zjednoczone. W finale rozegranym 30 lipca gospodarze, Urugwajczycy będący głównymi faworytami turnieju, pokonali na oczach 93 tys. widzów Argentyńczyków 4:2 i stali się pierwszym zespołem, który zdobył tytuł piłkarskich mistrzów świata.

## Początki
W 1914 roku FIFA uznała piłkarski turniej olimpijski za „amatorskie mistrzostwa świata” i wzięła odpowiedzialność za jego organizację podczas trzech kolejnych olimpiad w latach 1920–1928. Wcześniej na igrzyskach 1908 i 1912 turniej organizowany był odpowiednio przez angielską i szwedzką federację piłkarską.
Planowane na 1932 rok kolejne igrzyska olimpijskie miały odbyć się w Los Angeles, jednak piłka nożna nie była brana pod uwagę przy ich organizacji. FIFA i Międzynarodowy Komitet Olimpijski nie zgodziły się na turniej amatorski i ostatecznie nie zorganizowano rozgrywek piłki nożnej na igrzyskach. 26 maja 1928 roku, na konferencji w Amsterdamie prezydent FIFA, Jules Rimet ogłosił plany organizacji niezależnego, pozaolimpijskiego turnieju, otwartego dla wszystkich członków FIFA. Propozycję przegłosowano stosunkiem głosów 25–5. Swoje kandydatury gospodarskie zgłosiło pięć państw: Włochy, Szwecja, Holandia, Hiszpania i Urugwaj. Od początku faworyzowana była opcja urugwajska. Kraj ten był nie tylko mistrzem olimpijskim, czyli de facto również mistrzem świata, ale zaoferował także wybudowanie nowego stadionu specjalnie na potrzeby mistrzostw oraz zwrot kosztów wszystkim potencjalnym uczestnikom. Przed dokonaniem ostatecznego wyboru wszystkie cztery kraje europejskie wycofały się, a Urugwaj wybrano na gospodarza turnieju.

### Kandydatury
- Urugwaj - Oferta została zaprezentowana przez Argentyńczyka Adriána Beccara Varelę. Podkreślał on, że kandydatura Urugwaju jest kandydaturą całej Ameryki Południowej. Podkreślał, że futbol w tej części świata bardzo się rozwinął, czego dowodem są złote medale olimpijskie zdobyte w 1924 i 1928 roku. Uważał, że stulecie konstytucji Urugwaju, przypadające na 1930 rok jest świetną okazją do zorganizowania mundialu w tym kraju[potrzebny przypis].

### Wycofane kandydatury
Na podstawie:
- Węgry - Węgrzy wycofali się z chęci organizacji turnieju zaraz po przemówieniu Vareli i poparli kandydaturę Włoch.
- Szwecja - Szwecja wycofała się z chęci organizacji turnieju jeszcze przed kongresem.
- Holandia - Holandia wycofała się z chęci organizacji turnieju jeszcze przed kongresem.
- Królestwo Włoch - Delegat Włoch, Giovanni Mauro podkreślił silne związki jego państwa z Urugwajem i Argentyną. Po tym uznał, że bez znaczenia gdzie odbędzie się turniej. Decyzja mogła być spowodowana tym, że Włosi nie mieli gwarancji rządowych.
- Hiszpania - Hiszpania wycofała się z chęci organizacji turnieju zaraz po przemówieniu Vareli, pomimo planów rozegrania turnieju na Stadionie Olimpijskim w Barcelonie.

## Uczestnicy

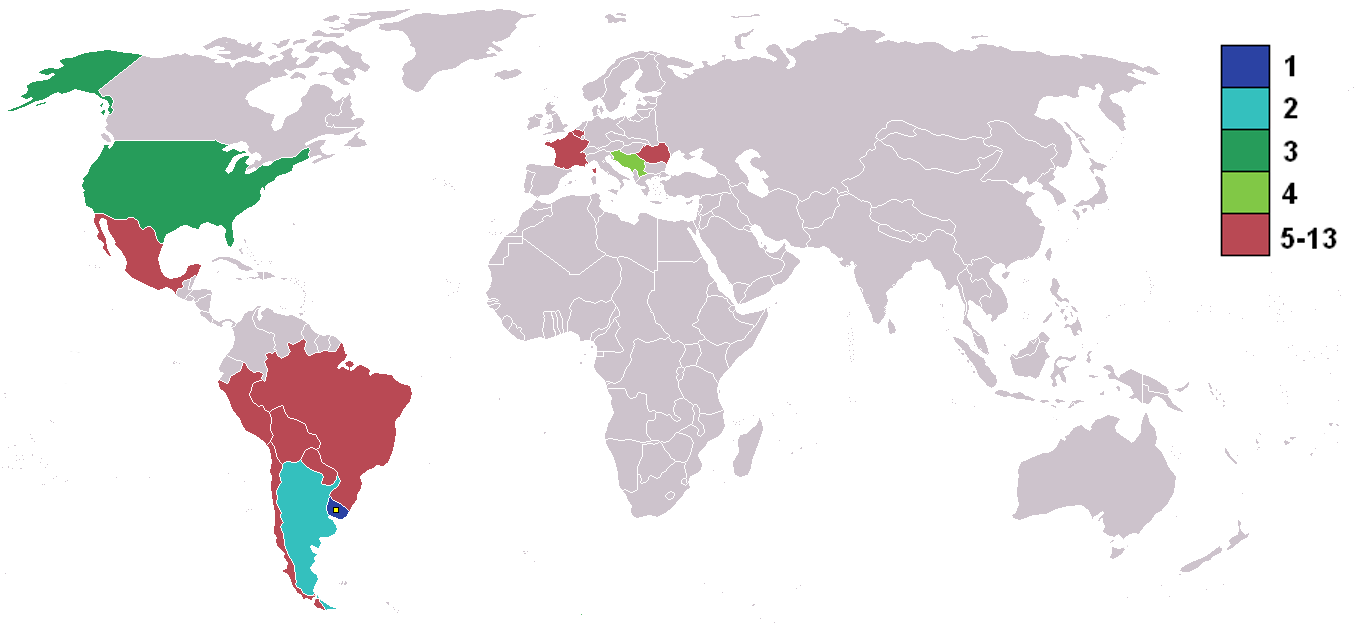
Państwa uczestniczące w mistrzostwach świata w 1930 roku

Pierwsze mistrzostwa świata były zarazem jedynymi, których nie poprzedziły eliminacje. Każdy kraj należący do FIFA dostał zaproszenie do udziału w turnieju finałowym. Na ostateczny termin przyjmowania zgłoszeń wyznaczono 28 lutego 1930 roku. Argentyna, Boliwia, Brazylia, Chile, Meksyk, Paragwaj, Peru i USA przyjęły zaproszenia na czas, jednak nie zgłosił się żaden kraj położony po drugiej stronie Oceanu Atlantyckiego. Perspektywa długiej i kosztownej podróży oraz absencji najlepszych piłkarzy w ich klubach sprawiła, że bardzo mało drużyn z Europy zainteresowało się skorzystaniem z oferty. Wiele reprezentacji nieodwołalnie odmówiło wyjazdu do Ameryki Południowej i w momencie upływu ostatecznego terminu w lutym, do turnieju nie zgłoszono żadnego europejskiego zespołu. Urugwajska federacja piłkarska wysłała nawet list z zaproszeniem do federacji angielskiej, która nie należała do FIFA, jednak 18 listopada 1929 roku zostało ono odrzucone. Na dwa miesiące przed rozpoczęciem turnieju żaden zespół z Europy nie był oficjalnie zgłoszony.
Po interwencji Julesa Rimeta i obietnicy refundacji poniesionych kosztów, która padła ze strony urugwajskiego rządu, zdołano namówić cztery europejskie drużyny: Belgię, Francję, Jugosławię i Rumunię. Rumuni wraz z trenerem Constantinem Rădulescu, kapitanem Rudolfem Wetzerem i Octavem Luchide zostali przekonani dopiero po namowie nowo koronowanego króla Karola II. On sam wybrał też skład i negocjował, aby pracodawcy piłkarzy zgodzili się na ich powrót na miejsca pracy po przyjeździe z mistrzostw. Zespół rumuński wypłynął z włoskiej Genui liniowcem Conte Verde, na którego pokład 21 czerwca 1930 roku w porcie Villefranche-sur-Mer wsiedli też Francuzi; w Barcelonie na statek dołączyli Belgowie. Statkiem tym popłynął także Jules Rimet wraz z pucharem oraz trzech desygnowanych europejskich sędziów: Belgowie – John Langenus i Henry Christophe oraz paryżanin angielskiego pochodzenia – Thomas Balway. 29 czerwca w Rio de Janeiro dosiedli się Brazylijczycy, a 7 lipca liniowiec dopłynął do Montevideo. Ekipa jugosłowiańska podróżowała parowcem pocztowym Florida z Marsylii.

### Zakwalifikowane drużyny
| Drużyna           | Grupa kwalifikacyjna | Strefa kwalifikacyjna | Liczba występów |
| ----------------- | -------------------- | --------------------- | --------------- |
| Urugwaj           | gospodarz            | CONMEBOL              | debiutant       |
| Argentyna         |                      | CONMEBOL              | debiutant       |
| Chile             |                      | CONMEBOL              | debiutant       |
| Brazylia          |                      | CONMEBOL              | debiutant       |
| Boliwia           |                      | CONMEBOL              | debiutant       |
| Peru              |                      | CONMEBOL              | debiutant       |
| Paragwaj          |                      | CONMEBOL              | debiutant       |
| Meksyk            |                      | CONCACAF              | debiutant       |
| Stany Zjednoczone |                      | CONCACAF              | debiutant       |
| Francja           |                      | UEFA                  | debiutant       |
| Jugosławia        |                      | UEFA                  | debiutant       |
| Rumunia           |                      | UEFA                  | debiutant       |
| Belgia            |                      | UEFA                  | debiutant       |

## Stadiony

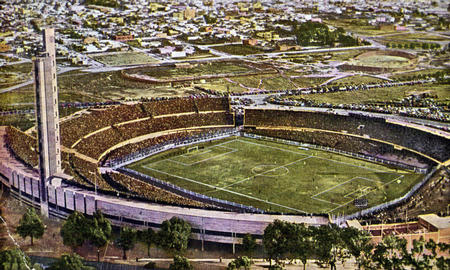
Na Estadio Centenario rozegrano większość spotkań turnieju

Wszystkie spotkania rozegrano na trzech stadionach w Montevideo: Estadio Pocitos, Estadio Parque Central i Estadio Centenario. Mogący pomieścić 100 tys. widzów Estadio Centenario, zbudowany zarówno na turniej, jak i na obchody stulecia niepodległości Urugwaju został nazwany przez Rimeta „świątynią futbolu”. Projektantem obiektu był Juan Scasso. Na stadionie odbyło się 10 spośród 18 spotkań mistrzostw, w tym obydwa półfinały i wielki finał. Jednakże zbyt napięty harmonogram budowy i opóźnienia spowodowane przez deszcze oznaczały brak gotowości Centenario na organizację otwarcia turnieju, a dopiero na jego piąty dzień. Pierwsze mecze rozgrywano na mniejszych, mieszczącym 20 tys. osób Parque Central i Pocitos.

## Sędziowie
Na turniej przybyło w sumie 15 sędziów z 9 państw. 11 arbitrów było sędziami głównymi, a 4 wystąpiło wyłącznie jako sędziowie liniowi.
Poniższa tabela przedstawia wszystkich arbitrów turnieju i liczbę sędziowanych przez nich spotkań:
| Sędzia             | Mecze jako sędzia główny | Mecze jako sędzia liniowy |
| ------------------ | ------------------------ | ------------------------- |
| John Langenus      | 4 (w tym mecz finałowy)  | 2                         |
| Almeida Rego       | 3                        | 2                         |
| José Macias        | 2                        | 1                         |
| Aníbal Tejada      | 2                        | 1                         |
| John Balway        | 1                        | 3                         |
| Henry Christophe   | 1                        | 4 (w tym mecz finałowy)   |
| Domingo Lombardi   | 1                        | 3                         |
| Francisco Mateucci | 1                        | 3                         |
| Ulises Saucedo     | 1                        | 5 (w tym mecz finałowy)   |
| Ricardo Vallarino  | 1                        | 1                         |
| Alberto Warnken    | 1                        | 4                         |
| Gualberto Alonso   | 0                        | 1                         |
| Martin Aphesteguy  | 0                        | 2                         |
| Gaspar Vallejo     | 0                        | 2                         |
| Costel Rădulescu   | 0                        | 2                         |
| Źródło:            |                          |                           |

## Podsumowanie turnieju
Trzynaście drużyn zostało rozmieszczonych w czterech grupach. Urugwaj, Argentyna, Brazylia i USA zostały od razu rozstawione w turnieju i nie brały udziału w losowaniu grup, które odbyło się w Montevideo, w momencie gdy już wszystkie zespoły przybyły do Urugwaju. Do fazy półfinałowej turnieju przechodzili wyłącznie zwycięzcy grup. Dwa mecze otwarcia, które odbyły się równocześnie 13 lipca 1930 roku, były pierwszymi rozegranymi spotkaniami w historii mistrzostw świata; na Estadio Pocitos Francja wygrała z Meksykiem 4:1, podczas gdy na Estadio Parque Central drużyna Stanów Zjednoczonych pokonała Belgię 3:0. Francuz Lucien Laurent był zdobywcą pierwszej bramki w historii mistrzostw świata.

### Grupa 1
Pierwsza grupa była jedyną, w której grały cztery zespoły: Argentyna, Chile, Francja i Meksyk. Dwa dni po zwycięstwie z Meksykiem, Francja grała z Argentyną, będącą faworytem grupy. Francuzom grę utrudniły kontuzje; bramkarz Thépot musiał opuścić boisko już po 20 minutach, a Laurent kulał przez większą część meczu po brutalnym zagraniu Luisa Montiego. Mimo to, udało im się zachować czyste konto przez prawie całe spotkanie, aż do 81. minuty, kiedy Monti zdobył bramkę z rzutu wolnego. Sędzia Almeida Rego podjął kontrowersyjną decyzję kończąc spotkanie w 84. minucie, w momencie kiedy Francuz Marcel Langiller miał okazję do zdobycia bramki; gra została jednak wznowiona po protestach francuskich graczy. Chociaż Francja grała dwukrotnie w ciągu 48 godzin, Chile nie przystąpiło jeszcze do pierwszego meczu. Dopiero następnego dnia Chilijczycy zmierzyli się z Meksykiem, wygrywając łatwo 3:0.
W meczu Argentyny z Meksykiem, podyktowane zostały pierwsze w historii mistrzostw świata rzuty karne. Sędziujący to spotkanie trener Boliwii, Ulises Saucedo dopatrzył się aż pięciu sytuacji kwalifikujących się pod ten stały fragment gry, z czego aż trzy nie były jednoznaczne. W swoim reprezentacyjnym debiucie Guillermo Stábile zdobył hat tricka, a Argentyna wygrała 6:3, mimo nieobecności swojego kapitana Manuela Ferreiry, który pojechał do Buenos Aires, aby zdać egzamin z prawa. O awansie zdecydowało dopiero ostatnie starcie tej grupy, pomiędzy Argentyną i Chile, które wcześniej pokonało Francję i Meksyk. Mecz został niechlubnie zapamiętany dzięki bójce po faulu Montiego na Arturo Torresie. Argentyna wygrała ze swoimi sąsiadami 3:1 i awansowała do półfinału.

### Grupa 2
W drugiej grupie grały reprezentacje Boliwii, Brazylii i Jugosławii. Brazylia, jako drużyna rozstawiona, była faworytem do awansu, jednak już w pierwszym starciu nieoczekiwanie uległa reprezentacji Jugosławii 1:2. Występująca w turnieju Boliwia nie wygrała dotychczas żadnego meczu na arenie międzynarodowej. W swoim debiucie na mistrzostwach Boliwijczycy złożyli hołd gospodarzom, ubierając koszulki z pojedynczymi literami, które tworzyły napis „Viva Uruguay”, kiedy zawodnicy ustawili się w szeregu. Oba mecze Boliwii potoczyły się podobnie, rozpoczynając się dobrą grą Boliwijczyków, która stopniowo przekształcała się w wysoką porażkę. W spotkaniu z Jugosławią, przez godzinę zachowywali czyste konto, aby przegrać ostatecznie 4:0. Boliwii nie uznano kilku bramek. Przeciwko Brazylii, gdy obie drużyny były już pewne odpadnięcia z turnieju, do przerwy utrzymał się wynik 0:1, jednak w drugiej połowie Brazylijczycy zdobyli jeszcze trzy bramki, z czego dwie strzelił Preguinho. Jugosławia awansowała do półfinału.

### Grupa 3
W grupie trzeciej znajdowała się drużyna gospodarzy Urugwaj oraz Peru i Rumunia. W inauguracyjnym spotkaniu tej grupy po raz pierwszy na mistrzostwach świata zawodnik otrzymał czerwoną kartkę. Był to Peruwiańczyk Plácido Galindo. Rumunia wykorzystała przewagę jednego zawodnika i zdołała wygrać 3:1, strzelając w końcówce dwie bramki. Mecz miał najmniejszą widownię w historii mistrzostw. Oficjalnie spotkanie obserwowało 2459 widzów, jednak ich rzeczywista liczba jest ogólnie przyjęta na około 300.
Ze względu na opóźnienia w budowie Estadio Centenario, reprezentacja Urugwaju przez pięć początkowych dni turnieju nie rozgrywała meczów. Pierwsze spotkanie, rozegrane na nowo oddanym obiekcie, zostało poprzedzone obchodami stulecia urugwajskiej niepodległości. Zespół Urugwaju spędził cztery tygodnie przed turniejem na obozie treningowym, na którym panowała ostra dyscyplina. Bramkarz Andrés Mazali został usunięty z drużyny za opuszczenie capstrzyku, w celu odwiedzenia żony. Gospodarze wygrali w wyrównanym pojedynku z reprezentacją Peru 1:0. Urugwajska prasa postrzegała ten wynik jako słaby, natomiast w Peru przyjęto go za sukces. W następnym meczu Urugwajczycy z łatwością pokonali Rumunię, zdobywając wszystkie cztery gole już w pierwszej połowie.

### Grupa 4
Czwartą grupę zdominował zespół Stanów Zjednoczonych. Drużyna USA, w której znalazło się wielu debiutantów, została nazwana przez Francuzów „kulomiotami”. Amerykanie pokonali swoich pierwszych rywali, Belgów, 3:0. Łatwość, z jaką przyszło to zwycięstwo była nieoczekiwana; Urugwajska gazeta Imparcial napisała, że „duży wynik, który dał Amerykanom zwycięstwo, naprawdę zaskoczył ekspertów”. W belgijskich sprawozdaniach ubolewano nad stanem boiska i decyzjami sędziowskimi, twierdząc, że druga bramka padła ze spalonego. W drugim meczu tej grupy, rozgrywanym przy wietrznej pogodzie, padł pierwszy w historii mistrzostw świata hat trick, zdobyty przez Amerykanina Berta Patenaude przeciwko Paragwajowi. Do 10 listopada 2006 roku, FIFA przypisywała pierwszego hat tricka Argentyńczykowi Guillermo Stábile, który strzelił trzy bramki w jednym meczu dwa dni po Patenaude; jednakże w 2006 roku FIFA zatwierdziła ostatecznie zdobyte przez Patenaude bramki jako pierwszy hat trick w historii turnieju, uznając go za strzelca gola, przypisywanego wcześniej jego koledze z drużyny Tomowi Florie. Stany Zjednoczone zagwarantowały sobie występ w półfinale; rozegrano jeszcze jeden mecz, w którym Paragwaj pokonał Belgię 1:0.

### Półfinały
Do półfinałów weszli zwycięzcy czterech grup: Argentyna, Jugosławia, Urugwaj i Stany Zjednoczone. Obydwa spotkania półfinałowe zakończyły się identycznym wynikiem. W pierwszym meczu półfinałowym, Argentyna prowadziła do przerwy 1:0 z drużyną USA po bramce Montiego. W drugiej połowie Amerykanie zostali zaskoczeni tempem argentyńskich ataków i ostatecznie przegrali wynikiem 6:1.
W drugim półfinale doszło do rewanżu za igrzyska olimpijskie 1924 w meczu pomiędzy Jugosławią i Urugwajem. Na samym początku drużyna z Europy niespodziewanie objęła prowadzenie po golu Sekulicia. Gospodarze zdążyli jeszcze w pierwszej połowie odwrócić wynik; tuż przed przerwą Jugosławii nie uznano bramki po kontrowersyjnej decyzji o spalonym. W drugiej połowie spotkania Urugwajczycy strzelili kolejne trzy bramki, ustalając wynik na 6:1; hat tricka zdobył José Pedro Cea.

### Mecz o trzecie miejsce
Rozgrywanego w kolejnych mistrzostwach świata spotkania o brązowy medal, w Urugwaju nie zorganizowano. Jednak niektóre źródła, jak np. oficjalny biuletyn FIFA z 1984 roku, błędnie sugerują, iż mecz o trzecie miejsce odbył się, a jego zwycięzcą była Jugosławia, która pokonała drużynę Stanów Zjednoczonych 3:1. Według niektórych źródeł, Jugosławia odmówiła gry z powodu niekorzystnego dla niej sędziowania w półfinale z Urugwajem. W 1986 roku, komitet techniczny FIFA opublikował klasyfikację generalną zawierającą wyniki wszystkich poprzednich mistrzostw świata, w której po przeliczeniu punktów, stwierdzono, że trzecią drużyną świata w 1930 roku były Stany Zjednoczone, a czwartą Jugosławia; od tego momentu FIFA wciąż podaje taki rezultat. W 2010 roku, syn Kosty Hadžiego, szefa delegacji jugosłowiańskiej na mistrzostwa świata w 1930 roku i ówczesnego wiceprezesa Jugosłowiańskiego Związku Piłki Nożnej, stwierdził, że drużyna Jugosławii otrzymała jeden brązowy medal, który Hadži i jego rodzina przechowywali przez 80 lat. Według niektórych źródeł, Jugosławii przyznano trzecie miejsce, ponieważ przegrali w półfinale z późniejszym zwycięzcą turnieju, Urugwajem. Pochodzenie i autentyczność medalu nie zostały jeszcze oficjalnie uznane.

### Finał

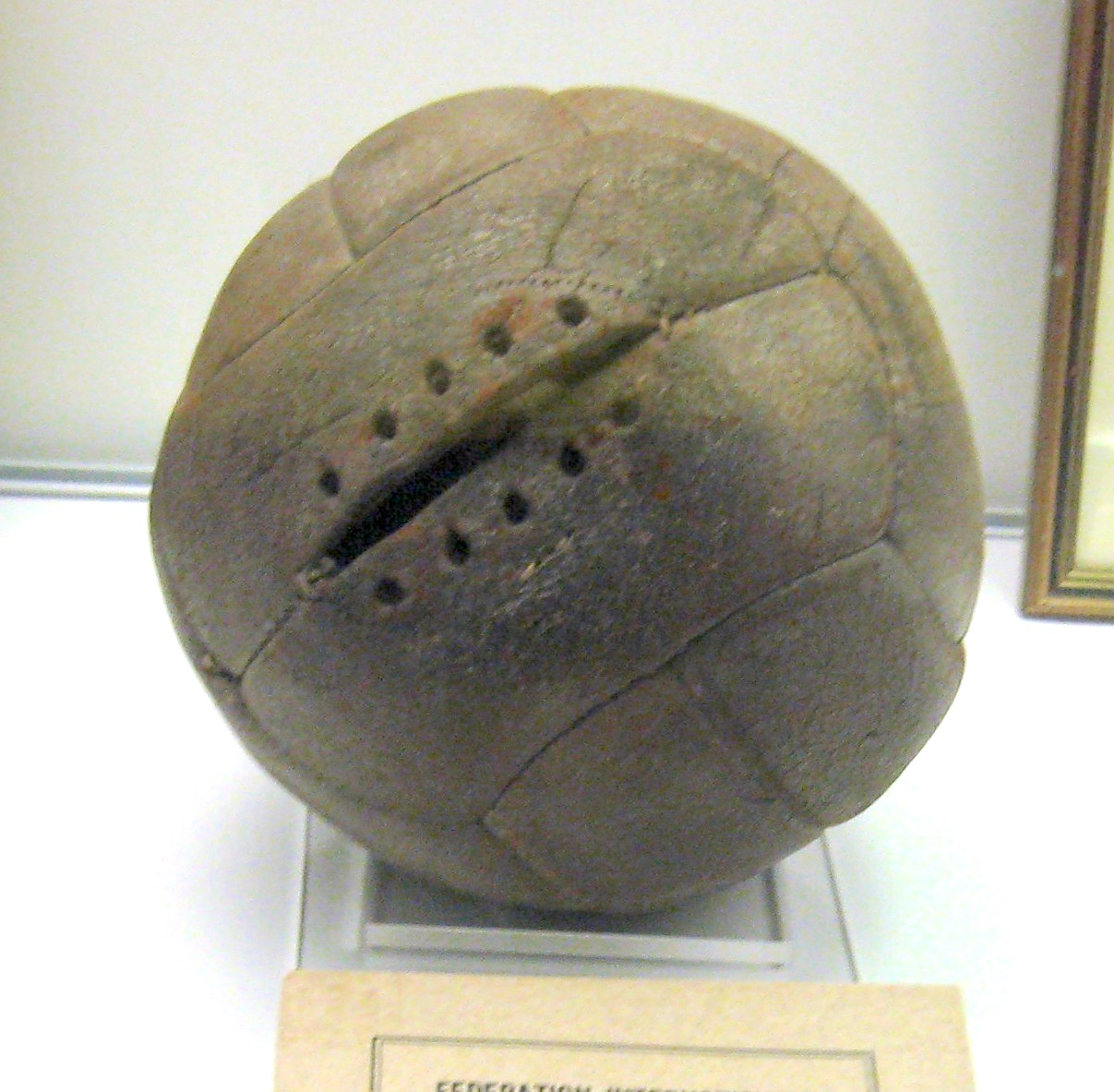
Argentyńska piłka, której użyto w pierwszej połowie

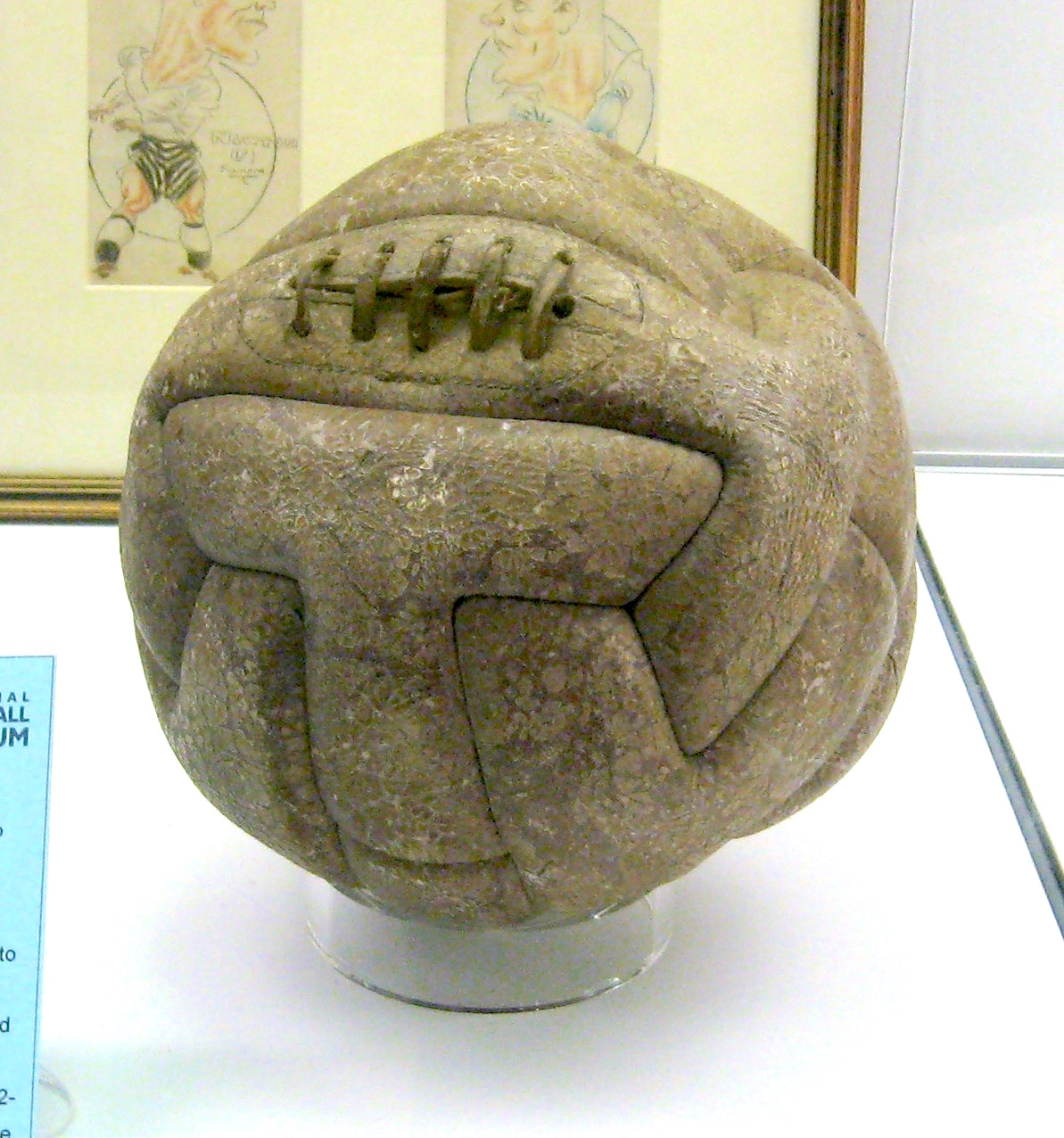
Urugwajska piłka, której użyto w drugiej połowie

Po półfinałowych zwycięstwach Urugwaju i Argentyny, obie drużyny zmierzyły się w finale, tak jak miało to miejsce na wcześniejszych Igrzyskach Olimpijskich 1928, kiedy Urugwaj wygrał 2:1 w powtórzonym meczu.
Spotkanie finałowe rozegrano 30 lipca na Estadio Centenario. Na przewóz argentyńskich kibiców z Buenos Aires do Montevideo przygotowano dziesięć statków. Okazało się to być niewystarczające i próbowano przemierzyć La Platę innymi łodziami. Szacuje się, że w podróż wybrało się od 10 000 do 15 000 Argentyńczyków, jednak port w Montevideo był tak oblężony, że wielu z nich nie zdołało nawet dotrzeć do wybrzeża przed rozpoczęciem spotkania. Na miejscu przeszukano kibiców sprawdzając, czy nie posiadali broni. Bramy otwarto o ósmej rano, sześć godzin przed meczem, ale już w południe trybuny były całkowicie wypełnione przez widzów, których liczba wyniosła oficjalnie 93 000. Pomiędzy zawodnikami doszło do nieporozumienia. Drużyny nie mogły zgodzić się w kwestii, czyją piłką rozegrać mecz, zmuszając FIFĘ do interweniowania i zarządzenia, że piłka argentyńska zostanie użyta w pierwszej połowie, a urugwajska po przerwie. W składzie Urugwaju nastąpiła jedna zmiana w porównaniu ze spotkaniem półfinałowym. Castro zastąpił Anselmo, który opuścił mecz z powodu choroby. Monti wystąpił w zespole Argentyny pomimo otrzymanych w przeddzień finału gróźb śmierci. Arbitrem był Belg John Langenus, który zgodził się sędziować zaledwie kilka godzin przed meczem, dostając gwarancję własnego bezpieczeństwa. Jednym z jego wymagań była gotowość łodzi do rejsu z portu najpóźniej godzinę po końcowym gwizdku, na wypadek gdyby potrzebował szybkiej ucieczki.
Gospodarze otworzyli wynik, obejmując prowadzenie po niskim strzale Pablo Dorado z prawej strony boiska. Argentyna zareagowała szybko, wykazując się znakomitymi umiejętnościami w podawaniu piłki. W przeciągu ośmiu minut zdołała doprowadzić do remisu za sprawą Carlosa Peucelle, który otrzymał podanie od Ferreiry i wyrównał. Na krótko przed zakończeniem pierwszej połowy, prowadzący w klasyfikacji strzelców turnieju Guillermo Stábile dał gościom prowadzenie 2:1. Kapitan Urugwaju Nasazzi protestował twierdząc, że Stabile był na spalonym, jednak nie przyniosło to żadnego skutku.
W drugiej części spotkania Urugwaj stopniowo zaczął przejmować kontrolę na boisku. Krótko po tym, jak Argentyna zmarnowała szansę, by podwyższyć na 3:1, Urugwaj zaatakował dużą liczbą graczy i José Pedro Cea zdobył bramkę wyrównującą. Dziesięć minut później gol Iriarte dał gospodarzom drugie w tym spotkaniu prowadzenie, a zaraz przed końcem meczu Castro ustalił wynik na 4:2, przypieczętowując zwycięstwo. Langenus zakończył mecz minutę później. Urugwaj do dwóch złotych medali olimpijskich dołożył tytuł mistrza świata. Jules Rimet wręczył trofeum, nazwane potem jego imieniem, szefowi urugwajskiej federacji Raúlowi Jude. Następnego dnia ustanowiono w kraju gospodarzy święto narodowe, natomiast w argentyńskiej stolicy Buenos Aires tłum obrzucił kamieniami urugwajski konsulat. Tylko jeden zawodnik grający w tym finale, Francisco Varallo (napastnik Argentyny) wciąż żył w roku 2010.
Po zakończeniu turnieju, drużyny Francji, Jugosławii i Stanów Zjednoczonych rozegrały w Ameryce Południowej mecze towarzyskie. Brazylia zagrała z Francją 1 sierpnia, z Jugosławią 10 sierpnia, a z USA 17 sierpnia, podczas gdy Argentyna gościła Jugosławię 3 sierpnia.
Ostatni żyjący uczestnik MŚ 30, Argentyńczyk Francisco Varallo, zmarł 30 sierpnia 2010.

## Wyniki

### Faza grupowa

#### Grupa 1
| Na Mistrzostwach Świata w piłce nożnej w latach 1930–1990 za zwycięstwo przyznawano 2 punkty, za remis 1 punkt, za porażkę punktów nie przyznawano. |

| Reprezentacja | Pkt | M | W | R | P | Br+ | Br− | +/− |
| ------------- | --- | - | - | - | - | --- | --- | --- |
| Argentyna     | 6   | 3 | 3 | 0 | 0 | 10  | 4   | 6   |
| Chile         | 4   | 3 | 2 | 0 | 1 | 5   | 3   | 2   |
| Francja       | 2   | 3 | 1 | 0 | 2 | 4   | 3   | 1   |
| Meksyk        | 0   | 3 | 0 | 0 | 3 | 4   | 13  | -9  |

| 13 lipca 1930 15:00 | Francja · Laurent 19' · Langiller 40' · Maschinot 43' 87' | 4:13:0Raport | Meksyk · Carreño 70' | Estadio Pocitos, Montevideo Widzów: 3 tys. Sędzia: Domingo Lombardi |
|                     |                                                           |              |                      |                                                                     |

| 15 lipca 1930 16:00 | Argentyna · Monti 81' | 1:00:0Raport | Francja | Estadio Parque Central, Montevideo Widzów: 18 tys. Sędzia: Almeida Rego |
|                     |                       |              |         |                                                                         |

| 16 lipca 1930 14:45 | Chile · Subiabre 3' 52' · Vidal 65' | 3:01:0Raport | Meksyk | Estadio Parque Central, Montevideo Widzów: 7 tys. Sędzia: Henry Christophe |
|                     |                                     |              |        |                                                                            |

| 19 lipca 1930 12:50 | Chile · Subiabre 65' | 1:00:0Raport | Francja | Estadio Centenario, Montevideo Widzów: 50 tys. Sędzia: Aníbal Tejada |
|                     |                      |              |         |                                                                      |

| 19 lipca 1930 15:00 | Argentyna · Stábile 8' 45' 80' · Zumelzú 12' 55' · Varallo 53' | 6:33:1Raport | Meksyk · Rosas 42' (k) 65' · Gayón 75' | Estadio Centenario, Montevideo Widzów: 50 tys. Sędzia: Ulises Saucedo |
|                     |                                                                |              |                                        |                                                                       |

| 22 lipca 1930 14:45 | Argentyna · Stábile 12' 39' · Evaristo 81' | 3:12:1Raport | Chile · Subiabre 15' | Estadio Centenario, Montevideo Widzów: 35 tys. Sędzia: John Langenus |
|                     |                                            |              |                      |                                                                      |

#### Grupa 2
| Reprezentacja | Pkt | M | W | R | P | Br+ | Br− | +/− |
| ------------- | --- | - | - | - | - | --- | --- | --- |
| Jugosławia    | 4   | 2 | 2 | 0 | 0 | 6   | 1   | 5   |
| Brazylia      | 2   | 2 | 1 | 0 | 1 | 5   | 2   | 3   |
| Boliwia       | 0   | 2 | 0 | 0 | 2 | 0   | 8   | -8  |

| 14 lipca 1930 12:45 | Jugosławia · Tirnanić 21' · Bek 30' | 2:12:0Raport | Brazylia · Preguinho 62' | Estadio Parque Central, Montevideo Widzów: 20 tys. Sędzia: Aníbal Tejada |
|                     |                                     |              |                          |                                                                          |

| 17 lipca 1930 12:45 | Jugosławia · Bek 60' 67' · Marjanović 65' · Vujadinović 85' | 4:00:0Raport | Boliwia | Estadio Parque Central, Montevideo Widzów: 20 tys. Sędzia: Francisco Mateucci |
|                     |                                                             |              |         |                                                                               |

| 20 lipca 1930 13:00 | Brazylia · Moderato 37' 73' · Preguinho 57' 83' | 4:01:0Raport | Boliwia | Estadio Centenario, Montevideo Widzów: 12 tys. Sędzia: John Balway |
|                     |                                                 |              |         |                                                                    |

#### Grupa 3
| Reprezentacja | Pkt | M | W | R | P | Br+ | Br− | +/− |
| ------------- | --- | - | - | - | - | --- | --- | --- |
| Urugwaj       | 4   | 2 | 2 | 0 | 0 | 5   | 0   | 5   |
| Rumunia       | 2   | 2 | 1 | 0 | 1 | 3   | 5   | -2  |
| Peru          | 0   | 2 | 0 | 0 | 2 | 1   | 4   | -3  |

| 14 lipca 1930 14:50 | Rumunia · Deșu 1' · Barbu 85' · Stanciu 89' | 3:11:0Raport | Peru · Souza 75' | Estadio Pocitos, Montevideo Widzów: 300 Sędzia: Alberto Warnken |
|                     |                                             |              |                  |                                                                 |

| 18 lipca 1930 14:30 | Urugwaj · Castro 65' | 1:00:0Raport | Peru | Estadio Centenario, Montevideo Widzów: 85 tys. Sędzia: John Langenus |
|                     |                      |              |      |                                                                      |

| 21 lipca 1930 14:50 | Urugwaj · Dorado 7' · Scarone 26' · Anselmo 31' · Cea 35' | 4:0Raport | Rumunia | Estadio Centenario, Montevideo Widzów: 80 tys. Sędzia: Almeida Rego |
|                     |                                                           |           |         |                                                                     |

#### Grupa 4
| Reprezentacja     | Pkt | M | W | R | P | Br+ | Br− | +/− |
| ----------------- | --- | - | - | - | - | --- | --- | --- |
| Stany Zjednoczone | 4   | 2 | 2 | 0 | 0 | 6   | 0   | 6   |
| Paragwaj          | 2   | 2 | 1 | 0 | 1 | 1   | 3   | -2  |
| Belgia            | 0   | 2 | 0 | 0 | 2 | 0   | 4   | -4  |

| 13 lipca 1930 15:00 | Stany Zjednoczone · McGhee 41' 45' · Patenaude 88' | 3:02:0Raport | Belgia | Estadio Parque Central, Montevideo Widzów: 15 tys. Sędzia: José Macías |
|                     |                                                    |              |        |                                                                        |

| 17 lipca 1930 14:45 | Stany Zjednoczone · Patenaude 10' 15' 50' | 3:02:0Raport | Paragwaj | Estadio Parque Central, Montevideo Widzów: 20 tys. Sędzia: José Macías |
|                     |                                           |              |          |                                                                        |

| 20 lipca 1930 15:00 | Paragwaj · Vargas Peña 40' | 1:0Raport | Belgia | Estadio Centenario, Montevideo Widzów: 12 tys. Sędzia: Ricardo Vallarino |
|                     |                            |           |        |                                                                          |

### Faza pucharowa
|  |                       |                   |          |                       |   |           |           |       |
|  | Półfinał              | Półfinał          | Półfinał |                       |   | Finał     | Finał     | Finał |
|  | Półfinał              | Półfinał          | Półfinał |                       |   | Finał     | Finał     | Finał |
|  | 26 lipca – Montevideo |                   |          |                       |   |           |           |       |
|  |                       |                   |          |                       |   |           |           |       |
|  | Argentyna             | Argentyna         | 6        |                       |   |           |           |       |
|  | Argentyna             | Argentyna         | 6        | 30 lipca – Montevideo |   |           |           |       |
|  | Stany Zjednoczone     | Stany Zjednoczone | 1        |                       |   |           |           |       |
|  | Stany Zjednoczone     | Stany Zjednoczone | 1        |                       |   | Argentyna | Argentyna | 2     |
|  | 27 lipca – Montevideo |                   |          |                       |   | Argentyna | Argentyna | 2     |
|  |                       |                   | Urugwaj  | Urugwaj               | 4 |           |           |       |
|  | Urugwaj               | Urugwaj           | Urugwaj  | Urugwaj               | 4 | 6         |           |       |
|  | Urugwaj               | Urugwaj           |          |                       |   |           |           |       |
|  | Jugosławia            | Jugosławia        | 1        |                       |   |           |           |       |
|  | Jugosławia            | Jugosławia        | 1        |                       |   |           |           |       |

#### Półfinały
| 26 lipca 1930 14:45 | Argentyna · Monti 20' · Scopelli 56' · Stábile 69' 87' · Peucelle 80' 85' | 6:11:0Raport | Stany Zjednoczone · Brown 89' | Estadio Centenario, Montevideo Widzów: 60 tys. Sędzia: John Langenus (Belgia) |
|                     |                                                                           |              |                               |                                                                               |

| 27 lipca 1930 14:45 | Urugwaj · Cea 18' 67' 72' · Anselmo 20' 31' · Iriarte 61' | 6:13:1Raport | Jugosławia · Sekulić 4' | Estadio Centenario, Montevideo Widzów: 80 tys. Sędzia: Almeida Rego (Brazylia) |
|                     |                                                           |              |                         |                                                                                |

#### Finał
| 30 lipca 1930 15:30 | Urugwaj · Dorado 12' · Cea 57' · Iriarte 68' · Castro 89' | 4:21:2Raport | Argentyna · Peucelle 20' · Stábile 37' | Estadio Centenario Montevideo Widzów: 93 tys. Sędzia: John Langenus (Belgia) |
|                     |                                                           |              |                                        |                                                                              |

## Strzelcy
| 8 goli - Guillermo Stábile 5 goli - José Pedro Cea 4 gole - Guillermo Subiabre - Bertram Patenaude 3 gole - Carlos Peucelle - Preguinho - Ivica Bek - Peregrino Anselmo 2 gole - Luis Monti - Adolfo Zumelzú - Moderato - André Maschinot - Manuel Rosas - Bart McGhee - Héctor Castro - Pablo Dorado - Santos Iriarte | 1 gol - Mario Evaristo - Alejandro Scopelli - Francisco Varallo - Carlos Vidal - Marcel Langiller - Lucien Laurent - Blagoje Marjanović - Branislav Sekulić - Aleksandar Tirnanić - Đorđe Vujadinović - Juan Carreño - Roberto Gayón - Luis Vargas Peña - Luis Souza Ferreira - Ștefan Barbu - Adalbert Deșu - Constantin Stanciu - James Brown - Héctor Scarone Źródło: |

## Nagrody
Po zakończeniu turnieju oficjalnie przyznano tylko nagrody dla najlepszych strzelców mistrzostw.
| Nagroda     | Zawodnik                             |
| ----------- | ------------------------------------ |
| Złoty But   | Guillermo Stábile                    |
| Srebrny But | José Pedro Cea                       |
| Brązowy But | Bertram Patenaude Guillermo Subiabre |
| Źródło:     |                                      |